# Дикарбид лютеция
Дикарбид лютеция — бинарное неорганическое соединение
лютеция и углерода с формулой LuC2,
жёлтые кристаллы,
реагируют с водой.

## Получение
- Нагревание стехиометрических количеств чистых веществ:

{\displaystyle {\mathsf {Lu+2C\ {\xrightarrow {2230^{o}C}}\ LuC_{2}}}}

## Физические свойства
Дикарбид лютеция образует жёлтые кристаллы
тетрагональной сингонии,
пространственная группа I 4/mmm,
параметры ячейки a = 0,3563 нм, c = 0,5964 нм.
При ≈1500°С происходит переход в фазу
кубической сингонии,
пространственная группа F m3m,
параметры ячейки a = 0,5505 нм.

## Химические свойства
- Реагирует с водой, выделяя различные углеводороды, в основном ацетилен.